# Eudonia montana
Eudonia montana là một loài bướm đêm trong họ Crambidae.